# 南京柳
南京柳（学名：Salix nankingensis）是杨柳科柳属的植物，是中国的特有植物。分布在中国大陆的江苏等地，生长于海拔40米至520米的地区，常生于水边。